# Sabanalarga (Atlántico)
Sabanalarga es un municipio colombiano ubicado en el departamento del Atlántico, en el caribe colombiano.

## Historia
El origen de la actual población se remonta a 1620 cuando un grupo de colonos entre los que estaban Lucas y Dionisio Tesillo, Diego de Almanza, Plácido Ortega, Joaquín Figueroa, Marcelino de Jesús Molina, y Carlos Orozco;  ocuparon algunas tierras aptas para la agricultura.
En 1680 se elevó a la condición de corregimiento. De acuerdo con el informe presentado al virrey Sebastián de Eslava por el visitador Francisco Pérez de Vargas, sólo hasta el 26 de enero de 1744 se empezó una vida en comunidad, edificándose algunas casas alrededor de una iglesia pajiza y por ello, algunos historiadores dan esta fecha como la de fundación definitiva del caserío. 
El 7 de junio de 1833 fue erigida en villa, capital del 4.° cantón de la provincia de Cartagena, siendo Presidente de la República Francisco de Paula Santander. También fue capital del departamento y de la provincia de Sabanalarga.
Durante la independencia prestó invaluables servicios a la causa de la libertad y rechazó agresivamente al ejército del general Tomás Morales en 1815 cuando se dirigía a la reconquista de Cartagena de Indias.

## Símbolos
- Bandera: La bandera de Sabanalarga está formada por los colores verde, blanco y amarillo; los cuales simbolizan la riqueza de sus tierras y la fertilidad de la sabana.

- Escudo: fue escogido por el alcalde José M. Pérez en agosto de 1965, amparado jurídicamente por el acuerdo 06 y el acta de elección de símbolos patrios, avalados por Concejo municipal y la Alcaldía Municipal. En el escudo se contextualizan los aspectos más relevantes de la población y su articulación con el ambiente ecológico, el patriotismo representado por el color rojo y cultivo de esperanza; amor y paz, reflejado en el color blanco y el verde "Es un rito a la vida". En el centro el escudo, los libros que significan las ganas y la pujanza de este pueblo por sobresalir y mejora su calidad de vida.

- Himno: está compuesto por un coro inicial, el cual se repite después de cada una de sus cinco estrofas. Fue compuesto por el presbítero Libardo Aguirre Delgado, misionero javeriano de Yarumal (m.x.y.), cuando se desempeñaba como párroco de Sabanalarga en 1944.

## División Político-Administrativa
Aparte de su cabecera municipal. Sabanalarga tiene bajo su jurisdicción los centros poblados:
- Aguada de Pablo
- Cascajal
- Colombia
- Gallego
- Isabel López
- La Peña
- Mirador
- Molinero
- Patilla

## Salud
El municipio cuenta con una red de prestadores de servicios de salud públicos y privados que sirven al cabecera municipal, sus centros poblados y municipios cercanos, ya que en Sabanalarga se encuentra un Hospital Departamental.

### Prestadores públicos
El principal prestador público es la E.S.E. Hospital Departamental de Sabanalarga ubicado en el sur de la ciudad. Otro prestador importante es el Centro Materno Infantil de Sabanalarga E.S.E. CEMINSA el cual cuenta con una sede principal administrativas y varios centros de salud satélite.
| - E.S.E. Hospital Departamental de Sabanalarga - Puesto de Salud de Molinero - Puesto de Salud de Colombia - Puesto de Salud de Aguada de Pablo - Puesto de Salud de La Peña - Puesto de Salud de Isabel López - Puesto de Salud de Cascajal - Puesto de Salud de Gallego - Puesto de Salud de Paraíso - Puesto de Salud de Centro de Desarrollo Vecinal - Centro Materno Infantil de Sabanalarga (CEMINSA) - Puesto de Salud Campo Bolívar |

### Prestadores privados
En cuanto a los prestadores privados se destaca la Clínica San Rafael, la cual presta servicios especializados para Sabanalarga y poblaciones aledañas, poniendo a disposición de la comunidad una sede para consultas ambulatorias y una sede principal que ofrece servicios hospitalarios en I, II, III y IV Nivel de complejidad.
- Clínica San Rafael.
- Centro Médico San Juan
- Clínica de Ojos
- Clínica Colombiana del Riñón
- INCORSA, Instituto del Corazón de Sabanalarga
- Centro de Rehabilitación Física Integral Caribe (CERFIC)

## Economía
La fertilidad de sus suelos la ha convertido en una despensa del departamento con el suministro de vacunos y los cultivos de azúcar, algodón, maíz y plátano.
Parte del embalse del Guájaro se encuentra en su jurisdicción y varios arroyos abastecen sus necesidades de agua. 
El piso térmico es cálido. Gracias a la importancia económica de su agricultura y ganadería es activo centro comercial. Anualmente se celebra en Sabanalarga la Feria Ganadera más importante de la región con expositores de toda la Costa y del país.

## Turismo
- Ruta del girasol.[4][5]
- Centro poblado La Peña.
- Feria ganadera.[6]

## Servicios públicos
- Energía Eléctrica: Air-e, del grupo EPM, es la empresa prestadora del servicio de energía eléctrica.
- Gas Natural: Gases del Caribe es la empresa distribuidora y comercializadora de gas natural en el municipio.
- Agua y Alcantarillado: Triple A es la empresa prestadora del servicio de agua y alcantarillado.